# Alfonso Valerio
Alfonso Valerio (* 18. Juli 1852 in Triest, Kaisertum Österreich; † 28. Dezember 1942 in Opicina) war ein italienischer Jurist und Politiker.
Der gelernte Rechtsanwalt Alfonso (seltener auch Alfons) Valerio wurde 1897 Mitglied im Triester Stadtrat und war von 1909 bis 1915 Bürgermeister von Triest. 1915 wurde infolge des Ersten Weltkriegs die Stadtverwaltung aufgelöst, und Valerio arbeitete bis zum Ende des Krieges im Oktober 1918 als Rechtsanwalt. Ab 1919 war Valerio Mitglied des italienischen Senats im damaligen Königreich Italien.